# Yakuza: Dead Souls
Yakuza: Dead Souls, originariamente pubblicato in Giappone come Like a Dragon Of the End (龍が如く OF THE END?, Ryū ga Gotoku Of the End, letteralmente Come un drago della fine), è un videogioco di avventura dinamica del 2011, sviluppato e pubblicato da SEGA esclusivamente per PlayStation 3. Il gioco è il sesto titolo della serie Yakuza, e ne costituisce uno spin-off.
In questo episodio i personaggi di Yakuza 4 saranno impegnati a sopravvivere nella città di Tokyo da un'invasione di zombie.